# Lonlay-l'Abbaye
Lonlay-l'Abbaye là một xã thuộc tỉnh Orne trong vùng Normandie tây bắc nước Pháp. Xã này nằm ở khu vực có độ cao trung bình 145 mét trên mực nước biển.